# Evansiola selkirki
Evansiola selkirki är en insektsart som beskrevs av Evans 1957. Evansiola selkirki ingår i släktet Evansiola och familjen dvärgstritar. Inga underarter finns listade i Catalogue of Life.